# Тукаєво (Туймазинський район)
Тука́єво (рос. Тукаево, башк. Туҡай) — село у складі Туймазинського району Башкортостану, Росія. Входить до складу Карамали-Губеєвської сільської ради.
Населення — 587 осіб (2010; 634 у 2002).
Національний склад:
- татари — 52 %
- башкири — 44 %